# Floridichthys polyommus
Floridichthys polyommus es una especie de pez de la familia de los ciprinodóntidos en el orden de los ciprinodontiformes.

## Morfología
Los machos pueden alcanzar los 11 cm de longitud total.

## Distribución geográfica
Se encuentran en Yucatán.

## Enllces externos
- Catalogue of Life (enlace roto disponible en Internet Archive; véase el historial, la primera versión y la última). (en inglés)
- ITIS (en inglés)